# Ramon Nomar
Ramon Nomar (* 9. ledna 1974, Caracas, Venezuela) je venezuelský pornoherec. Svou kariéru zahájil zhruba ve věku 23 let a pracuje s pornografickými producenty jako Reality Kings a Brazzers.

## Částečná filmografie
- Den Dreams (2004)
- Las esclavas de Sirius (2005)
- Mantis (2006)
- Perversos Angeles (2007)
- Ass Trap (2008)
- Play with me (2009)
- Bad Girls (2009)
- Inside the Booby Hatch (2010)
- Big Tits in Uniform 2 (2010)